# Kanske kvällens sista dans
"Kanske kvällens sista dans" är en sång från 2009 av Tomas Ledin. Sången finns med hans tjugonde studioalbum 500 dagar om året.
Låten låg på en tiondeplats på Svensktoppen 2010 under tre veckor.

### Fotnoter
1. ↑  ”Kanske kvällens sista dans”. Svensk mediedatabas. http://smdb.kb.se/catalog/search?q=Tomas+Ledin+Lova+mig+att+du+%C3%A4r+d%C3%A4r&x=0&y=0. Läst 18 januari 2013.
2. ↑  ”Svensktoppen 2003”. Sveriges Radio. http://sverigesradio.se/sida/topplista.aspx?programid=2023&date=2010-05-02. Läst 14 januari 2013.